# SPAD S.XIII
Lo SPAD S.XIII era un caccia monoposto biplano prodotto dall'azienda francese Sociéte Pour l'Aviation et ses Dérivés, o più brevemente SPAD, negli anni dieci del XX secolo.
Utilizzato durante la prima guerra mondiale, fu uno dei migliori velivoli del conflitto ed uno di quelli prodotti in maggior numero: 8 472 esemplari con ordini per altri 10 000 che vennero cancellati con l'armistizio.

## Storia del progetto
Lo SPAD S.XIII era uno sviluppo del precedente S.VII e del meno riuscito S.XII. Sull'S.XIII vennero introdotte un gran numero di modifiche, tra cui un timone ed ali di maggiori dimensioni, atti a beneficiare di sostanziali miglioramenti aerodinamici. Il motore, il francospagnolo Hispano-Suiza 8Be 8 cilindri a V, grazie alla maggior potenza espressa di 223 CV (164 kW) garantiva un considerevole incremento delle prestazioni del velivolo. Il velivolo francese era più veloce dei pari ruolo britannico Sopwith Camel e del tedesco Fokker D.VII, ma la sua minore maneggevolezza lo rendeva piuttosto ostico nelle mani di piloti inesperti, in particolare durante le manovre di atterraggio, a causa delle sue scarse caratteristiche di veleggiatore e della sua repentina entrata in stallo. Era invece ottima la sua solidità come le sue doti di picchiata.
In Italia vennero impiegati durante il conflitto 26 SPAD XIII, che cominciarono ad arrivare i primi alla fine del 1917 e gli altri all'inizio del 1918. Molti SPAD XIII furono tolti dalle casse solo nel dopoguerra, andando ad equipaggiare reparti della Regia Aeronautica.

## Impiego operativo
Lo S.XIII fu pilotato, tra gli altri, dagli assi Georges Guynemer, René Fonck e Charles Nungesser, in forza alla francese Aviation militaire; dall'italiano Francesco Baracca, in forza al Servizio Aeronautico, che totalizzò 34 vittorie aeree prima di essere abbattuto; e dallo statunitense Eddie Rickenbacker, in forza all'United States Army Air Service, al quale alla fine del conflitto furono confermate 26 vittorie.
Il velivolo venne utilizzato anche da altre Aviazioni tra le quali il servizio aereo della American Expeditionary Forces dell'United States Army Air Service che ne ricevette 893 e che utilizzò fino al 1920.
La 91ª Squadriglia il 21 ottobre 1917 con Baracca rivendica una doppietta sul Monte Nero (Alpi Giulie) e nel febbraio 1918 ne arrivano altri esemplari.
In Italia dal dicembre 1917 volavano anche nella Escadrille N 69 - SPA 69 e nel 1918 vi erano gli esemplari della Escadrille N 92 i - N 392 - N 561 per la difesa di Venezia.
Dopo la fine del conflitto venne impiegato anche dal Giappone, dalla Cecoslovacchia e dalla Polonia.
Nel 1923 erano ancora in dotazione al 1º Stormo Caccia Terrestre ed al 25 dicembre 1925 nel 13º Gruppo caccia del 2º Stormo sino al 1926.

## Utilizzatori
Argentina

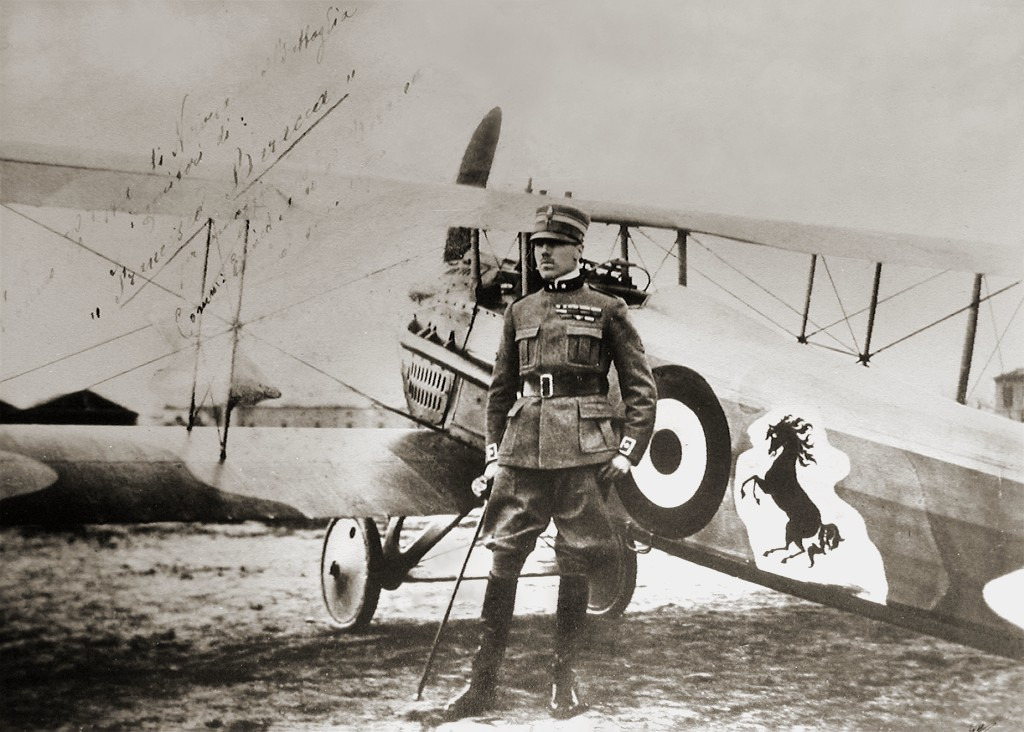
L'asso dell'aviazione italiana Francesco Baracca in posa davanti al suo SPAD S.XIII della 91ª Squadriglia Aeroplani da Caccia.

- Servicio Aéronautico del Ejército - due esemplari.

 Belgio
- Aviation militaire

 Brasile
- Serviço de Aviação Militar

 Cecoslovacchia
- Češkoslovenske Letectvo (nel dopoguerra)

 Francia
- Aviation militaire

 Grecia
- Polemikí Aeroporía

 Italia
- Corpo Aeronautico Militare

 Giappone
- Dai-Nippon Teikoku Rikugun Kōkū Hombu

 Polonia
- Siły Powietrzne (nel dopoguerra)

 Impero russo
- Imperatorskij voenno-vozdušnyj flot

 Siam
- Krom Akat Sayam

 Spagna
- Aeronáutica Militar Española

 Impero ottomano
- Umur-u Havaiye Müfettişliği

 Regno Unito
- Royal Air Force
- Royal Flying Corps

 Stati Uniti
- American Expeditionary Forces
- United States Army Air Service

 Uruguay
- Aviación Militar de l'Ejército Nacional

operò dagli anni venti nella Escuela Militar de Aviación (EMA).

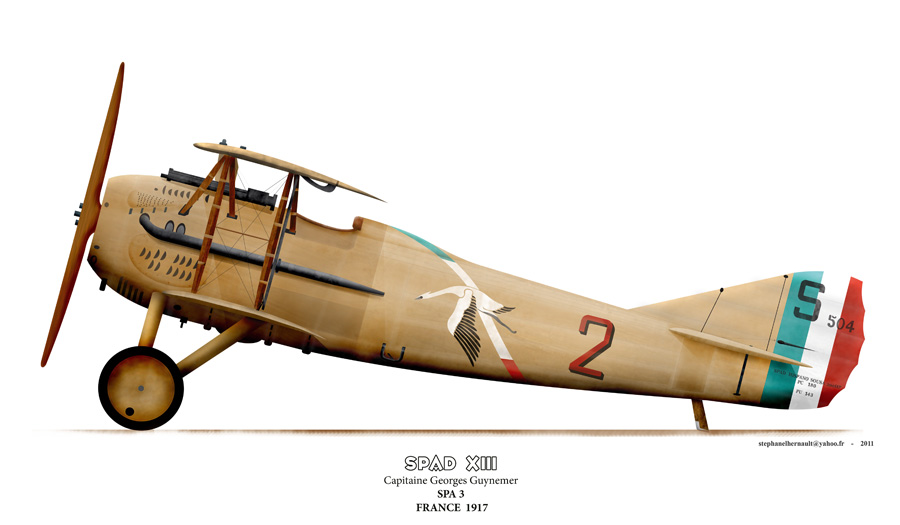
SPAD XIII Georges Guynemer
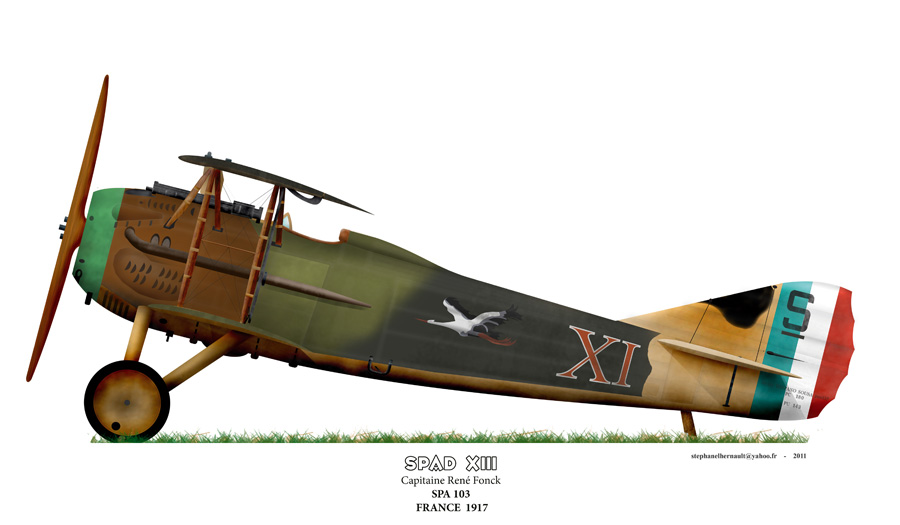
SPAD XIII René Fonck
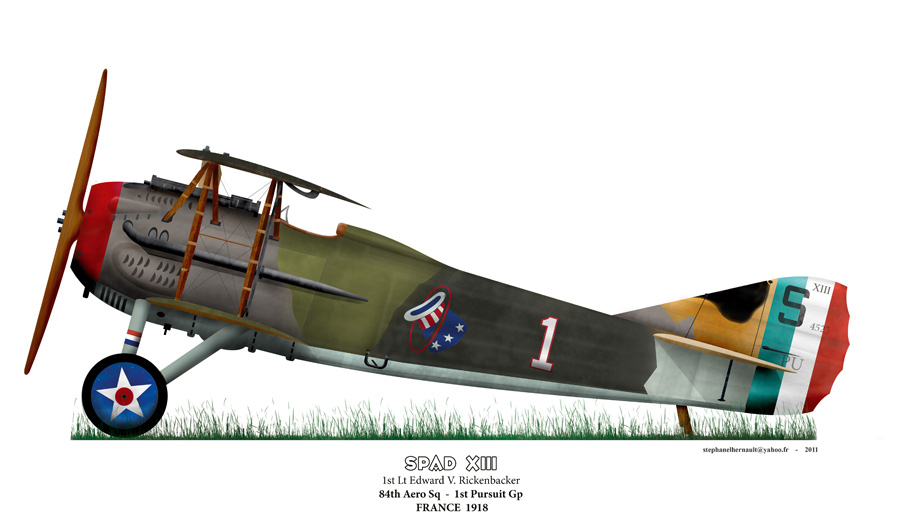
SPAD XIII Eddie Rickenbacker
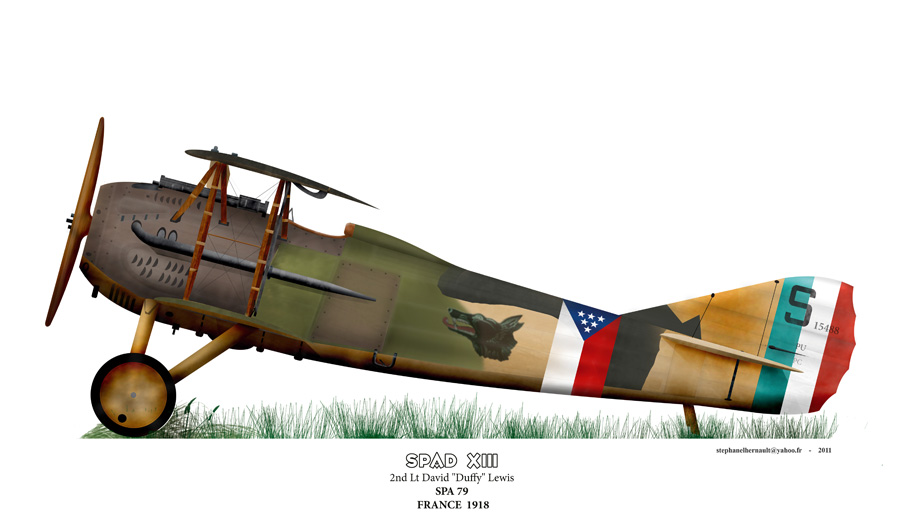
SPAD XIII David "Duffy" Lewis